# Erika (keresztnév)
Az Erika női név  az Erik férfinév női párja. Gyakran tévesen azonosítják az erika (hanga) növénynévvel.

Japánban is használatos női utónévként az Erika, de nem az európaiak által került oda, hanem ott is ugyanúgy „őshonos”.

## Gyakorisága
Az 1990-es években gyakori név, a 2003–2004-ben a 83-90. leggyakoribb női név, de azóta nem szerepel az első százban.

## Névnapok
- január 24.[2]
- február 9.[2]
- május 18.[2]
- augusztus 21.[2]
- augusztus 31.[2]
- szeptember 10.

## Híres Erikák
- Balogh Erika színésznő
- Bartos Erika írónő
- Bodnár Erika színésznő
- Csányi Erika olimpiai ötödik helyezett tornász[5]
- Csányi Erika színésznő, énekesnő
- Erykah Badu amerikai énekesnő, színésznő
- Erika de Lone amerikai teniszezőnő
- Erica Durance kanadai színésznő
- Erika Eleniak amerikai színésznő
- Garadnai Erika válogatott labdarúgó
- Géczi Erika világbajnok kajakozó, énekesnő
- Huszár Erika rövidpályás gyorskorcsolyázó
- Kiss Erika színművésznő
- Kirsner Erika kézilabdázó
- Ligeti Erika szobrász
- Markovics Erika operaénekes
- Marozsán Erika színésznő
- Miklósa Erika operaénekes
- Náray Erika színésznő, énekesnő, szinkronszínész
- Pápai Erika színművésznő
- Sajgál Erika színművésznő
- Szabó Erika színésznő
- Szántó Erika filmrendező
- Szegedi Erika színművésznő
- Szórádi Erika színművésznő
- Szuh Erika válogatott labdarúgó
- Szűcs Erika közgazdász
- Zoltán Erika énekesnő